# Panagropsis
Panagropsis is een geslacht van vlinders van de familie spanners (Geometridae), uit de onderfamilie Desmobathrinae.

## Soorten
- P. equitaria (Walker, 1861)
- P. muricolor (Warren, 1897)